# Centrum proti hybridním hrozbám
Centrum proti hybridním hrozbám (zkratka CHH) je odborné, analytické a komunikační pracoviště spadající pod Ministerstvo vnitra České republiky, jehož činnost se zaměřuje (zejména na hybridní) bezpečnostní hrozby České republiky spadající do oblasti působnosti Ministerstva vnitra, jako je např. oblast extremismu, hromadných akcí, narušování veřejného pořádku a různé trestné činnosti či bezpečnostních aspektů dezinformačních kampaní se vztahem k vnitřní bezpečnosti státu. Vzniklo v roce 2017.

## Historie
Centrum bylo zřízeno k 1. lednu 2017 z rozhodnutí ministra vnitra Milana Chovance jako Centrum proti terorismu a hybridním hrozbám (CTHH), a to na základě Auditu národní bezpečnosti a v souladu s Bezpečnostní strategií České republiky z roku 2015. Koordinací vybudování nejvýše dvacetičlenné skupiny byla pověřena právnička ministerstva Eva Romancovová. Ředitelem centra se v roce 2017 stal Benedikt Vangeli.
Původně byl úkolem centra i boj proti terorismu a ochrana měkkých cílů, k 1. červenci 2022 však tuto agendu převzaly jiné útvary Ministerstva vnitra a terorismus byl vypuštěn z názvu pracoviště.

## Činnost
Činnost centra spočívá v monitorování hrozeb spojených s vnitřní bezpečností státu, navrhování legislativních řešení vzešlých z vyhodnocení těchto hrozeb i v šíření odborných informací a osvětě o těchto problémech.

## Hodnocení
Ještě před vznikem centra jej kritizoval mimo jiné ve svém vánočním poselství prezident Miloš Zeman, který jej spojil s cenzurou internetu. Ministerstvo vnitra se proti prezidentovu vyjádření ohradilo. Výhrady k centru vyjádřil také bezpečnostní analytik a generál v záloze Andor Šándor. Velkým kritikem centra byl v počátcích také mluvčí prezidenta Zemana Jiří Ovčáček.
Vznik centra naopak podpořil bývalý velvyslanec ve Spojených státech amerických a Rusku Petr Kolář. Centrum podpořil také prezidentský kandidát Michal Horáček, podle něhož by se takováto centra měla vytvořit ve všech členských státech NATO a EU.